# Định Tường
Định Tường là một trong ba tỉnh cũ ở miền Đông Nam Kỳ và là một trong sáu tỉnh đầu tiên ở Nam Kỳ (Nam Kỳ lục tỉnh) vào thời Nhà Nguyễn độc lập và Việt Nam Cộng hòa.

## Địa lý
Tỉnh Định Tường có vị trí địa lý:
- Phía đông giáp Biển Đông
- Phía đông bắc và phía bắc giáp tỉnh Gia Định
- Phía tây giáp tỉnh An Giang
- Phía tây bắc giáp tỉnh An Giang và Cao Miên
- Phía nam và tây nam giáp tỉnh Vĩnh Long.

Tỉnh Định Tường nằm dọc theo bờ Bắc sông Tiền Giang theo hướng cánh cung Tây Bắc – Đông Đông Nam, từ Campuchia ra Biển Đông.

## Hành chính
Tỉnh Định Tường có thành phố Mỹ Tho và 8 quận: Bến Tranh, Cái Bè, Cai Lậy, Châu Thành, Chợ Gạo, Giáo Đức, Hậu Đức, Sầm Giang.
| Dân số tỉnh Định Tường năm 1967 | Dân số tỉnh Định Tường năm 1967 |
| Quận                            | Dân số                          |
| ------------------------------- | ------------------------------- |
| Bến Tranh                       | 65.301                          |
| Cái Bè                          | 86.161                          |
| Cai Lậy                         | 107.879                         |
| Châu Thành                      | 107.698                         |
| Chợ Gạo                         | 49.099                          |
| Giao Đức                        | 54.598                          |
| Long Định                       | 47.910                          |
| Tổng số                         | 518.646                         |

## Lịch sử
Tỉnh Định Tường được thành lập năm 1832 dưới triều Nhà Nguyễn bởi vua Minh Mạng. Tỉnh Định Tường bị giải thể dưới thời Pháp thuộc và sau đó lại được chính quyền Việt Nam Cộng hòa tái lập, tồn tại trong giai đoạn 1956–1975. Tỉnh Định Tường khi xưa có địa giới nằm ở vùng Đông Nam Bộ (cùng với Gia Định và Biên Hòa là bộ ba tỉnh miền Đông Nam Kỳ), tuy nhiên vị trí tại tỉnh này từ 1976 đến ngày nay lại thuộc vùng Tây Nam Bộ (tức Đồng bằng sông Cửu Long).

### Lịch sử vùng đất cổ (đến đời Nhà Nguyễn)
Vùng đất Định Tường trước đây thuộc nước Chân Lạp, nay thuộc địa bàn các tỉnh Tiền Giang, Long An, Bến Tre và Đồng Tháp ngày nay.
Địa bàn tỉnh Định Tường xưa là đất Mỹ Tho nằm giữa sông Tiền và sông Hưng Hòa (tức sông Vàm Cỏ Tây) gồm hết vùng bưng Đồng Tháp Mười bao la rộng lớn. Tiềm năng nông nghiệp thực vô cùng to lớn đối với cả nước. Từ trên 200 năm trước, đã được khai thông kinh Vũng Gù (cũng gọi là bảo Định hà) và rạch Chanh làm đường vận chuyển và thủy lợi để khai thác Đồng Tháp Mười. Ngày nay, gần toàn thể tỉnh Đồng Tháp, phần lớn tỉnh Tiền Giang và khoảng 1/3 diện tích tỉnh Long An nằm trên địa bàn tỉnh Định Tường xưa. Nơi đây là một vựa lúa khổng lồ ở Nam Bộ và rất đáng kể đối với toàn quốc. Tuy nhiên địa bàn Định Tường đã trải qua một quá trình duyên cách khá phức tạp, cần được xem xét thật kỹ lưỡng.
Trịnh Hoài Đức đã ghi: "Đất Định Tường khi đầu khai thác, nhân dân chia ra nhiều mối thống thuộc... vì cách Biên Hòa, Phiên An xa xăm hiểm trở, không thể gấp lấy pháp luật ràng buộc, vậy nên phải trù hoạch nhiều phương, lập ra sổ sách biệt nạp (cho tùy tiện nộp vào các kho, như Mỹ Tho có kho Tam Lịch)... Lại lập ra trang, trại, man, nậu để thâu thập dân chúng, đều tùy theo nghề nghiệp mà nạp thuế cho có thống thuộc, cốt yếu về việc mở mang ruộng đất trồng tỉa hoa lợi mà thôi, như vậy tuy thấy có sự phức tạp, nhưng tựu trung đều có giường mối". Cách cai trị lỏng lẻo ở vùng đất mới như vậy kể là khôn ngoan và thực tế.
Vào thế kỷ XVII, các Chúa Nguyễn ra lệnh khai phá, đặt thành đất Vũng Cù (Đồng Tháp Mười) và Mỹ Tho.
Năm 1679, viên tướng Nhà Minh là Dương Ngạn Địch cùng thuộc hạ vượt biển xin cư trú tại đây, Chúa Nguyễn cho họ lập làng, ấp ở Mỹ Tho cùng với người Việt di dân khẩn hoang (tạo thành 9 "trường biệt nạp" là: Quy An, Quy Hóa, Cảnh Dương, Thiên Mụ, Gian Thảo, Hoàng Lạp, Tam Lạch, Bả Cạnh, Tân Thịnh).
Năm 1772, Chúa Nguyễn sai quan trấn Gia Định đem đất Mỹ Tho lập thành đạo Trường Đồn, đặt chức Cai cơ, Thơ ký để cai trị.
Năm Bính Thân (1776), đất Định Tường (Trường Đồn) thuộc quản lý của Nhà Tây Sơn (Nguyễn Lữ).
Đến năm Mậu Tuất (1778), Nguyễn Ánh chiếm lại được đất Trường Đồn từ tay Nguyễn Lữ của Nhà Tây Sơn.
Năm 1779, Nguyễn Ánh gộp 9 trường biệt nạp để lập ra huyện Kiến Khương thuộc dinh Trường Đồn, đặt chức Lưu thủ, Cai bộ và Kỷ lục để cai trị.
Năm 1781, đổi tên Trường Đồn thành dinh Trấn Định.
Năm 1806, đổi tên huyện Kiến Khương thành huyện Kiến An.
Thời Nhà Nguyễn, năm Gia Long thứ 7 (1808), cải dinh Trấn Định thành trấn Định Tường thuộc tổng trấn Gia Định, thăng huyện Kiến An thành phủ Kiến An, thăng 3 tổng sở thuộc làm huyện Kiến Hưng, huyện Kiến Hòa và huyện Kiến Đăng.
Năm Minh Mạng thứ 13 (1832), thành lập tỉnh Định Tường.
Khoảng năm 1820, Trịnh Hoài Đức đã đưa ra bản danh mục phân ranh hành chính của trấn Định Tường. Khi ấy tổng Hòa Bình còn gồm cả những thôn sau này được tách ra làm huyện Tân Hòa rồi được sáp nhập vào phủ Tân An thuộc trấn Phiên An. Trấn Định Tường khi đó gồm một phủ duy nhất là phủ Kiến An, bên dưới bao gồm có 3 huyện chia thành 6 tổng với 314 thôn, ấp.
| Đơn vị hành chính trấn Định Tường | Đơn vị hành chính trấn Định Tường | Đơn vị hành chính trấn Định Tường               |
| STT                               | Tên                               | Tổng                                            |
| --------------------------------- | --------------------------------- | ----------------------------------------------- |
| 1                                 | Huyện Kiến Đăng                   | - Kiến Hòa có 44 thôn - Kiến Phong có 43 thôn   |
| 2                                 | Huyện Kiến Hưng                   | - Hưng Xương có 37 thôn - Kiến Thuận có 39 thôn |
| 3                                 | Huyện Kiến Hòa                    | - Hòa Bình có 86 thôn - Kiến Thạnh có 65 thôn   |

### Tỉnh Định Tường thời Nhà Nguyễn

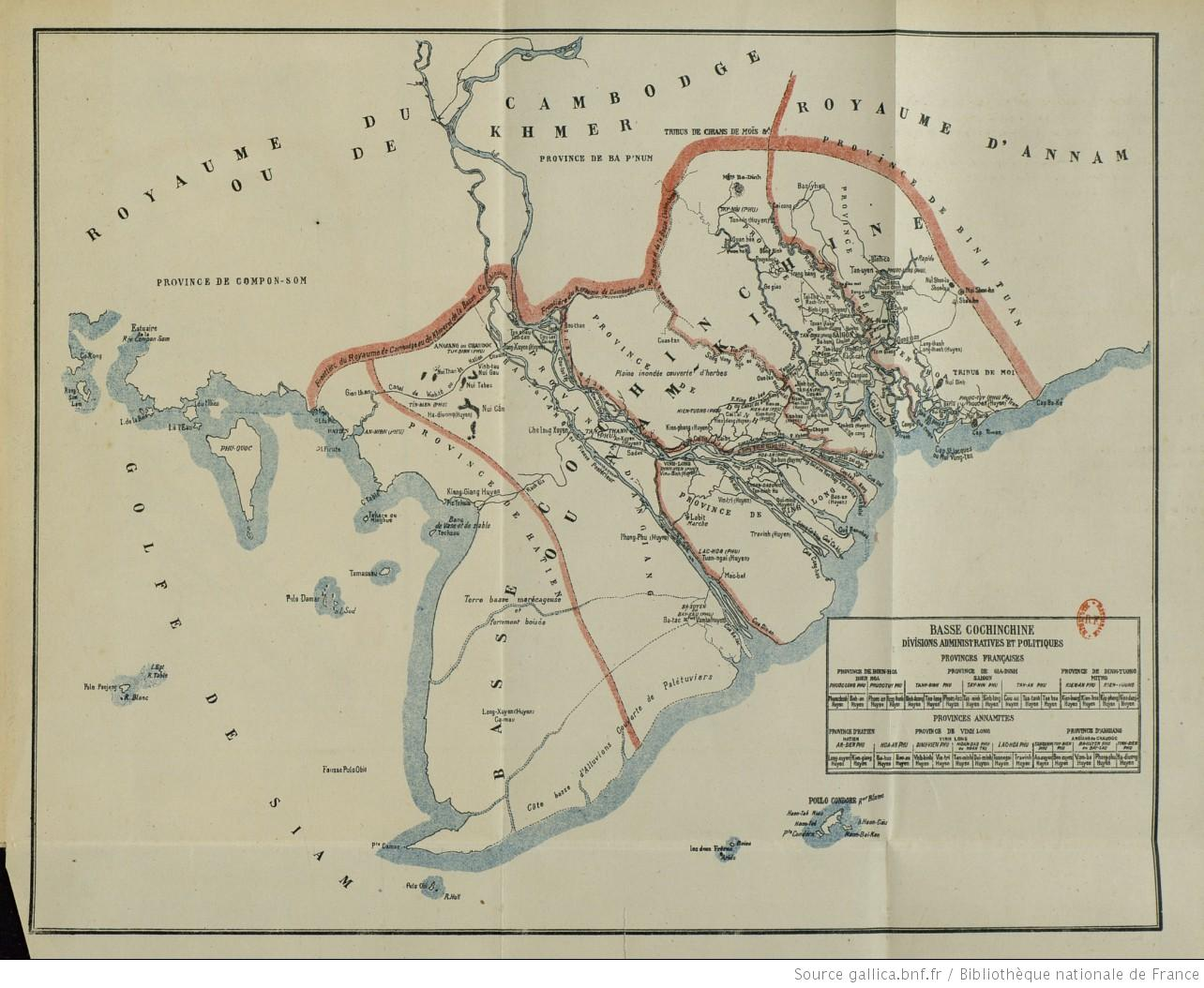
Định Tường trong bản đồ Nam Kỳ Lục tỉnh (Basse Cochinchine).

Năm Gia Long thứ 5 (1806), Nhà Nguyễn đổi tên huyện Kiến Khang thành huyện Kiến An thuộc trấn Định Tường.
Năm 1808, thăng huyện Kiến An thành phủ Kiến An với 3 huyện mới (trước là tổng) là: Kiến Hưng, Kiến Hòa, Kiến Đăng.
Năm Minh Mạng thứ 13 (1832), thành tỉnh Định Tường (chữ Hán: 定祥(省)) và là một trong 6 tỉnh của Nam Kỳ (Nam Kỳ lục tỉnh). Lập thêm huyện Tân Hòa thuộc phủ Kiến An, tách từ đất huyện Kiến Hòa.
Năm 1833, tỉnh thành Định Tường thất thủ vào tay Lê Văn Khôi, Nhà Nguyễn phải điều binh đánh dẹp và lấy lại được thành.
| Đơn vị hành chính phủ Kiến An, tỉnh Định Tường năm 1836 | Đơn vị hành chính phủ Kiến An, tỉnh Định Tường năm 1836 | Đơn vị hành chính phủ Kiến An, tỉnh Định Tường năm 1836 |
| STT                                                     | Tên                                                     | Tổng |
| ------------------------------------------------------- | ------------------------------------------------------- | --- |
| 1                                                       | Huyện Kiến Đăng                                         | - Lợi Trinh có 19 thôn: An Mỹ, Bình Chánh Tây, Bình Phú, Cẩm Sơn, Giai Mỹ, Hòa Sơn, Hòa Thuận, Hội Sơn, Lợi An, Mỹ Hạnh Đông, Mỹ Hạnh Tây, Mỹ Hạnh Trung, Mỹ Trang, Mỹ Tường, Phú Nhuận, Phú Thuận Đông, Tân Hòa, Tân Hội, Xuân Sơn - Lợi Trường có 21 thôn: An Thủy Đông, An Thủy Tây, Bàn Long, Bình Chánh, Bình Chánh Đông, Hòa An, Kim Sơn, Long Điền, Long Phú, Mỹ An, Mỹ Ân, Mỹ Đông, Mỹ Đông Thượng, Mỹ Đông Trung, Mỹ Hòa, Mỹ Quý, Mỹ Trinh, Phú Long, Phú Phong, Tân Sơn, Trà Tân; - Phong Hòa có 10 thôn: An Bình Đông, An Bình Tây, An Cư, Hiệp Hòa, Hòa Khánh, Mỹ Đức Đông, Mỹ Hòa, Mỹ Thạnh, Phú Sơn, Tân Đức - Phong Phú có 17 thôn: An Thái Đông, An Thái Tây, An Thái Trung, Bình Hàng Tây, Bình Hàng Trung, Hòa Lộc, Mỹ An Đông, Mỹ An Tây, Mỹ Đức Tây, Mỹ Hưng, Mỹ Long, Mỹ Lợi, Mỹ Lương, Mỹ Thuận, Mỹ Toàn, Mỹ Xương, Thanh Hưng - Phong Thạnh có 11 thôn: An Bình, An Long, An Phong, Mỹ Đảo, Mỹ Ngãi, Mỹ Trà, Nhị Mỹ, Phong Mỹ, Tân An, Tân Phú, Tân Thạnh      |
| 2                                                       | Huyện Kiến Hòa                                          | - Hòa Hảo có 10 thôn: An Định, Bình Phục Đông, Bình Phục Nhứt, Bình Phương, Bình Thủy, Mỹ Hảo, Tân Hóa, Thuận Hòa, Toàn Thạnh, Vĩnh An - Hòa Hằng có 16 thôn: Bình Đại, Châu Hưng, Hưng Thạnh, Hòa Thới, Lộc Thuận, Phú Thành, Phú Thạnh Đông, Phú Thuận, Phú Vinh, Phước An Đông, Quới Sơn, Tân Phong, Thạch Hồ, Thạnh Hội, Từ Linh, Vĩnh Quới - Hòa Thinh có 16 thôn: An Hòa Tân, Lộc Tân, Lương Thạnh, Minh Đức, Phú Hữu, Phú Ngãi, Phú Nhơn, Phú Thạnh, Phước Định, Phước Hậu, Phước Hòa, Phước Thới, Phước Thuận, Phước Toàn, Thọ Phú, Thới Lai - Thạnh Phong có 14 thôn: Bình Đăng, Bình Hài, Bình Hạnh, Bình Phong, Bình Thới, Điền Trang, Long Hựu, Mỹ Chánh, Mỹ Hóa, Phong Thuận, Phú Hội, Tân Tĩnh, Tân Tĩnh Đông, Thạnh Lợi - Thạnh Quơn có 13 thôn: An Khương, An Lạc, Bình Cách, Bình Dương, Long Hòa, Lương Phú, Mỹ Trung, Phú Kiết, Phú Hòa, Song Thạnh, Thanh Xuân, Trung Lộc, Vĩnh Phước                                                                             |
| 3                                                       | Huyện Kiến Hưng                                         | - Hưng Long có 14 thôn: Bình An, Bình Long Đông, Chánh Đông, Đông An, Ngãi Lợi, Phú Khương, Phú Thượng, Tân Đông, Tân Hòa Đông, Tân Hòa Tây, Thủy Đông, Trường Thạnh, Tuyên Thạnh, Vĩnh Thạnh - Hưng Nhơn có 12 thôn: Dương Hòa, Định Hòa, Hưng Thạnh, Long Định, Mỹ Điền, Nhị Bình, Phú Mỹ, Phước An, Tân Hội Đông, Tân Hội Tây, Tân Lý Đông, Tân Lý Tây - Hưng Nhượng có 12 thôn: Bình An Đông, Bình Cư, Bình Quơn, Hòa Mỹ, Lợi Thạnh, Nhơn Hậu, Nhơn Lý Tây, Nhơn Nhượng, Tân Hiệp, Tân Hương Tây, Tường Khánh, Xuân Sanh - Thuận Bình có 15 thôn: An Phước, An Thạnh, Bình Đông, Bình Sơn, Bình Thuyên Đông, Hữu Đạo, Long Hưng, Long Thạnh, Mỹ Thuận Đông, Mỹ Thuận Tây, Tân Đức Đông, Tân Đức Tây, Tân Phú Đông, Vĩnh Kim Đông, Vĩnh Kim Tây - Thuận Trị có 19 thôn: An Đức, An Đức Đông, An Hòa, An Thành, An Vĩnh, Bình Tạo, Cửu Viễn, Đạo Ngạn, Điều Hòa, Long Hội, Long Hội Tây, Ngãi Hữu, Nhơn Hòa, Phú Đức Đông, Phú Đức Tây, Tân Thuận, Thân Nhơn, Thới Sơn, Trung Lương |

Năm Minh Mạng 19 (1838), Lập một phủ mới mang tên Kiến Tường, trích huyện Kiến Đăng thành 2 huyện Kiến Đăng và Kiến Phong cho vào phủ Kiến Tường.
Năm Thiệu Trị thứ 1 (1841), Thiệu Trị cắt huyện Tân Hòa từ phủ Kiến An, nhập sang tỉnh Gia Định.
Thời vua Tự Đức (1847–1862), tỉnh Định Tường gồm 2 phủ với 4 huyện: Kiến Hưng, Kiến Hòa (phủ Kiến An), Kiến Đăng, Kiến Phong (phủ Kiến Tường). Tỉnh thành Định Tường ban đầu là đồn Trấn Định ở thôn Tân Lý Tây giồng Kiên Định huyện Kiến Khang (tức thôn Tân Hiệp huyện Kiến Hưng, đến thời Gia Long thì chuyển đến thôn Mỹ Chánh huyện Kiến Hòa, năm Minh Mạng thứ 7, rời về địa phận 2 thôn Điều Hòa và Bình Biên huyện Kiến Hưng.
Phủ Kiến An: lỵ sở nằm ở vị trí là đồn Trấn Định cũ tại thôn Tân Hiệp huyện Kiến Hưng, dựng năm 1833. 
- Huyện Kiến Hưng nguyên là tổng cùng tên sau được nâng thành huyện, gồm 5 tổng với 75 thôn, phía Đông giáp huyện Kiến Hòa, phía Tây giáp huyện Kiến Đăng, phía Nam giáp huyên Bảo Hựu tỉnh Vĩnh Long Nhà Nguyễn, phía Bắc giáp 2 huyện Cửu An (phủ Tân An) và Quang Hóa (phủ Tây Ninh) tỉnh Gia Định Nhà Nguyễn.[4] Đất huyện Kiến Hưng nay có thể là các phần phía Tây và trung tâm của 2 tỉnh Tiền Giang (thành phố Mỹ Tho,...) và Bến Tre, phía Bắc giáp với thành phố Tân An tỉnh Long An (vùng đất huyện Cửu An phủ Tân An tỉnh Gia Định xưa). Huyện Kiến Hưng, năm 1863, có 5 tổng: Hưng Trị (có 19 thôn), Hưng Bình (có 16 thôn), Hưng Nhơn (có 13 thôn), Hưng Nhượng (có 14 thôn).[5] Trương Vĩnh Ký nói về hành chính Nam Kỳ Lục tỉnh thì có chép: "Huyện Kiến Hưng, (giồng Trấn-định)." (tức là vị trí (lỵ sở) huyện này khoảng giồng (tức cù lao) Trấn Định).[6]
- Huyện Kiến Hòa (trước là tổng Kiến Hòa), ban đầu gồm 9 tổng (sau tách 4 tổng để lập huyện Tân Hòa) còn lại 5 tổng với 82 thôn, phía Tây giáp huyện Kiến Hưng, phía Nam giáp huyện Bảo Hựu của Vĩnh Long, phía Bắc giáp 2 huyện Tân Thịnh và Tân Hòa của phủ Hòa Thịnh tỉnh Gia Định (Tân Thịnh, Tân Hòa từng thuộc Định Tường), phía Đông giáp Biển Đông[4]. Đất huyện Kiến Hòa nay có thể là phần đất phía Đông ven biển của 2 tỉnh Tiền Giang (các huyện thị Gò Công, Gò Công Đông, Gò Công Tây,...) và Bến Tre (huyện Bình Đại,...). Huyện Kiến Hòa đặt tại thôn Tân Hoá (Chợ Gạo), năm 1863, có 5 tổng: Thạnh Phong (có 17 thôn), Thạnh Quơn (có 15 thôn), Hòa Hảo (có 13 thôn), Hòa Quới (có 20 thôn), Hòa Thinh (có 19 thôn). Trương Vĩnh Ký về Basse-Cochinchine thì có chép: "Huyện Kiến Hòa, (Chợ-gạo)." (tức là vị trí (lỵ sở) huyện này khoảng Chợ Gạo).[6]

Phủ Kiến Tường: lỵ sở ở thôn Mỹ Trà (Cao Lãnh) huyện Kiến Phong từ năm 1838.
- Huyện Kiến Phong tách từ huyện Kiến Đăng ra, gồm 4 tổng với 36 thôn, phía Tây giáp phủ Ba Nam (Ba Phnom) của nước Cao Miên, phía Nam giáp 2 tỉnh An Giang Nhà Nguyễn và Vĩnh Long Nhà Nguyễn, phía Bắc giáp huyện Kiến Hưng, phía Đông giáp huyện Kiến Đăng[4]. Đất huyện Kiến Phong nay là phần phía Bắc tỉnh Đồng Tháp (Hồng Ngự, Tân Hồng,...), theo bản đồ hiện đại thì phía Bắc giáp tỉnh Prey Veng Campuchia (tức vùng đất phủ Ba Nam xưa), phía Tây và Tây Nam giáp phần đất tỉnh An Giang xưa (nay là tỉnh An Giang). Huyện Kiến Phong đặt tại thôn Mỹ Trà (có thời gian rời tạm ra thôn Mỹ Luông (nay thuộc An Giang)), năm 1863, có 4 tổng: Phong Hòa (có 9 thôn), Phong Phú (có 9 thôn), Phong Thạnh (có 12 thôn), Phong Nẫm (có 8 thôn). Trương Vĩnh Ký chép: "Huyện Kiến Phong, (Cái-bè)." (tức là vị trí (lỵ sở) huyện này khoảng Cái Bè).
- Huyện Kiến Đăng (trước là tổng Kiến Đăng), gồm 5 tổng với 51 thôn, phía Tây giáp huyện Kiến Phong, phía Nam giáp huyện Bảo Hựu tỉnh Vĩnh Long, phía Bắc giáp rừng chằm (rừng tràm nguyên sinh rậm rạp), phía Đông giáp huyện Kiến Hưng[4]. Đất huyện Kiến Đăng nay là phần phía Nam tỉnh Đồng Tháp (Cao Lãnh, Tháp Mười,...) và phía Đông tỉnh Tiền Giang (Cai Lậy,...), phía Bắc là huyện Tháp Mười tỉnh Đồng Tháp (vùng "rừng chằm" theo Đại Nam nhất thống chí). Huyện Kiến Đăng đặt tại Cai Lậy (có thời gian rời tạm ra Cái Bè), năm 1863, có 5 tổng: Lợi Trinh (có 11 thôn), Lợi Trường (có 11 thôn), Lợi Mỹ (có 11 thôn), Lợi Thuận (có 13 thôn), Lợi Thạnh. Trương Vĩnh Ký chép: "Huyện Kiến Đăng, (Cai-lậy)." (tức là vị trí (lỵ sở) huyện này khoảng Cai Lậy).

Theo thống kê đầy đủ, trước khi thực dân Pháp xâm lược nước ta, tỉnh Định Tường có tỉnh lỵ đặt tại Mỹ Tho, gồm 2 phủ trực thuộc như sau:
- Phủ Kiến An: phủ lỵ đặt ở Mỹ Tho. 
  - Huyện Kiến Hưng: huyện lỵ đặt ở thôn Tân Hiệp, gồm 5 tổng: Hưng Long (16 thôn), Hưng Bình (16 thôn), Hưng Nhượng (14 thôn), Hưng Trị (19 thôn), Hưng Nhơn (13 thôn). Có các chợ: Mỹ Tho, Bình Tạo, Điều Hòa, Trung Lương, Vĩnh Kim Đông, Thuộc Nhiêu, Tân Dinh, Phú Mỹ, Bàu Xiêm, Kiến An
  - Huyện Kiến Hòa: huyện lỵ ở thôn Tân Hòa, gồm 5 tổng: Hòa Quới (20 thôn), Hòa Thinh (19 thôn), Hòa Hảo (13 thôn), Thạnh Phong (17 thôn), Thạnh Quơn (15 thôn)
- Phủ Kiến Tường: phủ lỵ đặt ở thôn Mỹ Trà (Cao Lãnh).
  - Huyện Kiến Phong: huyện lỵ ở thôn Mỹ Trà (Cao Lãnh), nay tạm đặt ở Mỹ Luông, gồm 4 tổng: Phong Thạnh (12 thôn), Phong Nẫm (8 thôn), Phong Phú (9 thôn), Phong Hòa (9 thôn). Có các chợ: Mỹ Luông, Trà Luộc, Cao Lãnh, Hiệp Ân
  - Huyện Kiến Đăng: huyện lỵ ở Cai Lậy, nay tạm đặt ở Cái Bè, gồm 5 tổng: Lợi Trinh (11 thôn), Lợi Trường (11 thôn), Lợi Thuận (13 thôn), Lợi Thạnh (11 thôn), Lợi Mỹ (11 thôn). Có các chợ: Cái Bè, Ca Công, Cai Lậy, Hội Sơn, Cái Lá, Kim Sơn, Trà Luộc.

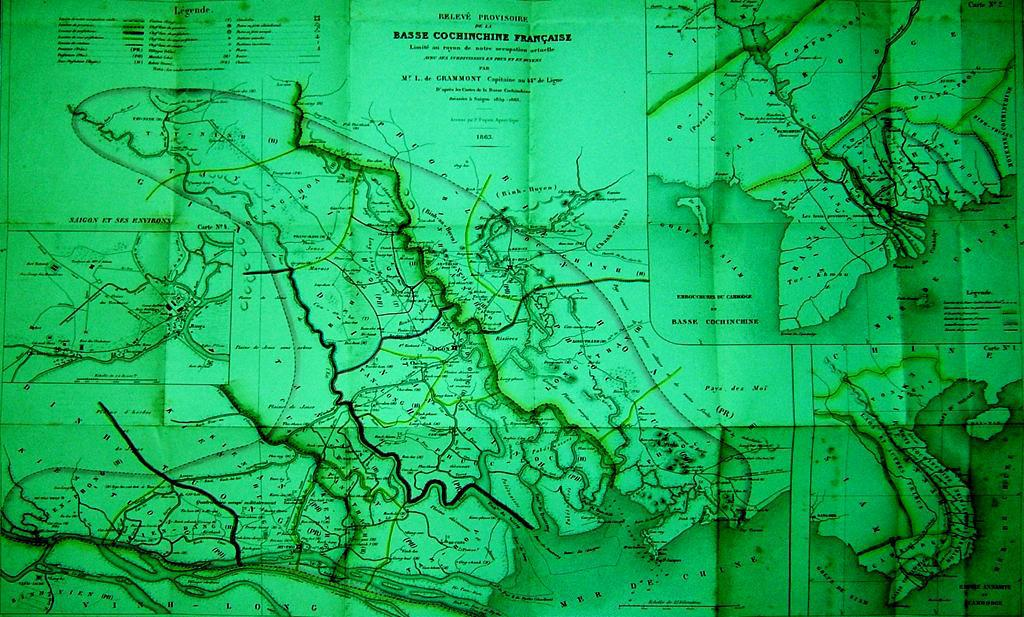
Bản đồ các tỉnh Gia Định, Định Tường và Biên Hòa trong bản đồ hành chính Cochin Chine khu vực thuộc Pháp kiểm soát năm 1863 (Basse Cochinchine Francaise) và trước đó là Nam Kỳ Lục tỉnh năm 1859 (Basse Cochinchine). (Henri Rieunier (1833-1918) vẽ năm 1863)

### Thời Pháp thuộc
Năm 1859, Pháp xâm chiếm thành Gia Định.
Năm 1861, Pháp đánh chiếm Gia Định, Biên Hòa, Định Tường, Vĩnh Long.
Thời Pháp thuộc (1862–1945), theo Hiệp ước Nhâm Tuất năm 1862, tỉnh Định Tường cùng với Biên Hòa và Gia Định bị cắt nhượng cho Pháp đô hộ.
Năm 1863, thực dân Pháp đặt viên chức cai trị, song vẫn giữ phân ranh hành chính cũ của tỉnh Định Tường.
Năm 1869, sau 2 năm chiếm nốt 3 tỉnh miền Tây (gồm Vĩnh Long, An Giang và Hà Tiên), Pháp còn giữ 6 tỉnh nhưng chia cắt lại các phủ huyện lệ thuộc. Như tỉnh Định Tường đổi là tỉnh Mỹ Tho và coi 4 hạt (inspection): Mỹ Tho (huyện Kiến Hưng cũ), Chợ Gạo (huyện Kiến Hòa cũ), Bến Tre (phủ Hoằng Trị trực thuộc tỉnh Vĩnh Long cũ), Cai Lậy (huyện Kiến Đăng cũ). Còn hạt Cần Lố (huyện Kiến Phong cũ) thì lại chuyển sang cho tỉnh Vĩnh Long cai quản.
Năm 1872, thực dân Pháp bỏ hẳn cả hệ thống hành chính lục tỉnh và phủ huyện cũ. Nam Kỳ được chia thành 18 hạt và 2 thành phố (Sài Gòn, Chợ Lớn). Địa bàn tỉnh Định Tường chia ra cho 5 hạt: toàn hạt Mỹ Tho (nằm trên 3 huyện Kiến Hưng, Kiến Hòa, Kiến Đăng cũ), một nửa Đồng Tháp Mười cho hạt Tân An (lấy đất tổng Hưng Long của huyện Kiến Hưng cũ), nửa còn lại (huyện Kiến Phong cũ) chia nhau cho 3 hạt Châu Đốc, Long Xuyên và Sa Đéc.
Ngày 5 tháng 1 năm 1876, các hạt Thanh tra được thay bằng hạt Tham biện và tỉnh Định Tường chính thức bị Pháp giải thể:
- Hạt Mỹ Tho: gồm 3 huyện Kiến Hưng, Kiến Hòa, Kiến Đăng cũ. Hạt lỵ đặt tại Mỹ Tho (địa phận hai làng Điều Hòa và Bình Tạo).
- Hạt Châu Đốc: lấy phần đất 3 làng An Bình, An Long và Tân Thạnh thuộc tổng Phong Thạnh, huyện Kiến Phong. Phần đất này nằm ở phía tây bắc Đồng Tháp Mười, sau gọi là tổng An Phước thuộc hạt Châu Đốc.
- Hạt Long Xuyên: lấy địa phận các làng Tân Phú, Tân Thạnh của tổng Phong Thạnh, huyện Kiến Phong để lập tổng mới gọi là tổng Phong Thạnh Thượng thuộc hạt Long Xuyên.
- Hạt Sa Đéc: lấy địa phận các làng Mỹ Ngãi, Mỹ Trà, Nhị Mỹ, Phong Mỹ (trước đây thuộc tổng Phong Thạnh, huyện Kiến Phong) để lập tổng mới cũng lấy tên là tổng Phong Thạnh. Lại lấy địa phận các làng Mỹ Long, Bình Hàng Tây (nguyên thuộc tổng Phong Phú, huyện Kiến Phong) để lập tổng mới gọi là tổng Phong Nẫm. Hai tổng Phong Thạnh (mới) và Phong Nẫm đều thuộc về hạt Sa Đéc.
- Hạt Tân An: lấy địa phận tổng Hưng Long thuộc huyện Kiến Hưng để lập hai tổng mới là Hưng Long và Mộc Hóa. Tổng Mộc Hóa gồm cả vùng rộng lớn nằm hai bên sông Vàm Cỏ Tây, hữu ngạn là địa phận tổng Hưng Long cũ, tả ngạn là địa phận tổng Mộc Hóa nguyên thuộc huyện Quang Hóa, tỉnh Gia Định. Hai tổng mới Hưng Long và Mộc Hóa đều thuộc về hạt Tân An.

Ngày 20 tháng 12 năm 1899, Toàn quyền Đông Dương ban hành Nghị định kể từ ngày 1 tháng 1 năm 1900, đổi tất cả các hạt ở Nam Kỳ thành tỉnh. Địa bàn tỉnh Định Tường cũ chia ra thành 5 tỉnh giống như thời kỳ trước đây: Mỹ Tho, Tân An, Châu Đốc, Long Xuyên và Sa Đéc. Tình hình đó kéo dài cho đến năm 1956.

### Tỉnh Định Tường thời Việt Nam Cộng hòa
Ngày 22 tháng 10 năm 1956, Tổng thống Việt Nam Cộng hòa Ngô Đình Diệm ban hành Sắc lệnh số 143-NV về việc:
- Thành lập tỉnh Định Tường trên cơ sở tỉnh Mỹ Tho (trừ vùng nằm phía nam sông Tiền Giang là quận An Hóa thì đổi tên thành quận Bình Đại, nhập vào tỉnh Kiến Hòa) và tỉnh Gò Công cũ.
- Tỉnh lỵ tỉnh Định Tường đặt tại Mỹ Tho và vẫn giữ nguyên tên là "Mỹ Tho", về mặt hành chánh thuộc xã Điều Hòa, quận Châu Thành.
- Vị trí địa lý tỉnh Định Tường:
  - Phía đông giáp tỉnh Gò Công
  - Phía đông bắc giáp tỉnh Long An
  - Phía tây giáp tỉnh Kiến Phong
  - Phía nam và tây nam giáp các tỉnh Kiến Hòa, Vĩnh Long, Sa Đéc (khi tỉnh này được tái lập) với ranh giới phía nam của tỉnh Định Tường là sông Tiền Giang (đoạn này còn gọi là sông Mỹ Tho)
  - Phía bắc giáp tỉnh Kiến Tường.
- Tỉnh Định Tường có diện tích khoảng 1.900 km² và dân số năm 1965 là 514.146 người.

Ngày 24 tháng 4 năm 1957, chính quyền Việt Nam Cộng hòa ấn định các đơn vị hành chính trực thuộc tỉnh. Tỉnh Định Tường có tỉnh lỵ đặt tại Mỹ Tho, bao gồm 7 quận.
- Quận Bến Tranh gồm 2 tổng: Hưng Nhơn và Thạnh Quơn. Quận lỵ: xã Lương Hòa Lạc.
- Quận Cai Lậy gồm 3 tổng: Lợi Hòa, Lợi Trinh và Lợi Thuận. Quận lỵ: xã Thanh Hòa.
- Quận Cái Bè gồm 2 tổng: Phong Hòa và Phong Phú. Quận lỵ: xã Đông Hòa Hiệp.
- Quận Châu Thành gồm 2 tổng: Thuận Bình và Thuận Trị. Quận lỵ: xã Điều Hòa.
- Quận Chợ Gạo gồm 2 tổng: Hòa Hảo và Thạnh Phong. Quận lỵ: xã Bình Phan.
- Quận Gò Công gồm 2 tổng: Hòa Lạc Thượng và Hòa Lạc Hạ. Quận lỵ: xã Long Thuận.
- Quận Hòa Đồng gồm 3 tổng: Hòa Đồng Hạ, Hòa Đồng Trung và Hòa Đồng Thượng. Quận lỵ: xã Đồng Sơn.

Trong đó, các quận Bến Tranh, Cai Lậy, Cái Bè, Châu Thành và Chợ Gạo trước năm 1956 cùng thuộc tỉnh Mỹ Tho cũ. Riêng 2 quận Gò Công và Hòa Đồng lại thuộc tỉnh Gò Công cũ, đặc biệt quận Gò Công lúc bấy giờ chính là quận Châu Thành của tỉnh Gò Công trước đây.
Ngày 5 tháng 12 năm 1957, dời quận lỵ quận Bến Tranh từ xã Lương Hòa Lạc đến xã Tân Hiệp.
| Đơn vị hành chính tỉnh Định Tường năm 1957 | Đơn vị hành chính tỉnh Định Tường năm 1957 | Đơn vị hành chính tỉnh Định Tường năm 1957 | Đơn vị hành chính tỉnh Định Tường năm 1957 |
| STT                                        | Quận                                       | Quận lỵ                                    | Tổng |
| ------------------------------------------ | ------------------------------------------ | ------------------------------------------ | --- |
| 1                                          | Châu Thành                                 | Xã Điều Hòa                                | - Thuận Trị có 9 xã: Bình Đức, Đạo Thạnh, Điểu Hòa, Long An, Tam Hiệp, Thanh Phú, Thới Sơn, Trung An, Phước Thạnh - Thuận Bình có 13 xã: Bàn Long, Bình Trưng, Dưỡng Điềm, Đông Hòa, Điểm Hy, Hữu Đạo, Kim Sơn, Long Định, Long Hưng, Nhị Bình, Phú Phong, Song Thuận, Vĩnh Kim                                                              |
| 2                                          | Bến Tranh                                  | Xã Lương Hòa Lạc                           | - Hưng Nhơn có 9 xã: Hưng Thạnh Mỹ, Tân Hội Đông, Tân Lý Tây, Tân Lý Đông, Tân Hương, Tân Hiệp, Thân Cửu Nghĩa, Tân Hòa Thành, Phú Mỹ. - Thạnh Quơn có 7 xã: Lương Hòa Lạc, Hoà Tịnh, Mỹ Tịnh An, Phú Kiết, Tân Bình Thạnh, Trung Hòa, Thanh Bình                                                                                            |
| 3                                          | Chợ Gạo                                    | Xã Bình Phan                               | - Thạnh Phong có 6 xã: Đặng Hưng Phước, Long Bình Điền, Mỹ Phong, Song Bình, Tân Mỹ Chánh, Xuân Đông. - Hòa Hảo có 7 xã: An Thanh Thủy, Bình Ninh, Bình Phan, Bình Phục Nhứt, Quơn Long, Hòa Định, Tân Thuận Bình |
| 4                                          | Cái Bè                                     | Xã Đông Hòa Hiệp                           | - Phong Hòa có 8 xã: Đồng Hòa Hiệp, Hội Cư, Hòa Khánh, Hậu Thành, Hậu Mỹ, Mỹ Thiện, Mỹ Đức Đông, Mỹ Đức Tây. - Phong Phú có 8 xã: An Hữu, Hưng Thuận (cù lao Quy), An Thái Đông, An Thái Trung, Thanh Hưng, Hòa Lộc, Mỹ Lợi, Mỹ Lương |
| 5                                          | Cai Lậy                                    | Xã Thanh Hòa                               | - Lợi Trinh có 9 xã: Thanh Hòa, Nhị Mỹ, Mỹ Hạnh Trung, Mỹ Phước Tây, Cẩm Sơn, Tân Phú Đông, Mỹ Hạnh Đông, Tân Bình, Tân Hội - Lợi Hòa có 8 xã: Long Trung, Long Khánh, Tam Bình, Ngũ Hiệp, Mỹ Long, Long Tiên, Phú Quý, Nhị Quý - Lợi Thuận có 8 xã: Phú An, Phú Nhuận Đông, Bình Phú, Thanh Phú, Hiệp Đức, Hội Sơn, Xuân Sơn, Mỹ Thành      |
| 6                                          | Gò Công                                    | Xã Long Thuận                              | - Hòa Lạc Thượng có 8 xã: Bình Thanh Đông, Bình Xuân, Gia Thuận, Kiểng Phước, Tân Niên Đông, Tân Niên Tây, Tân Niên Trung, Tân Phước - Hòa Lạc Hạ có 7 xã: An Hòa (Tân Duân Đông và Hòa Nghị cũ), Bình An, Long Thuận, Phước Trung, Tân Bình Điển, Tăng Hòa, Tân Thành                                                                       |
| 7                                          | Hòa Đồng                                   | Xã Đồng Sơn                                | Hòa Đông Thượng có 14 xã: Bình Phú Đông, Bình Phục Nhì, Đông Sơn, Thành Công (Bình Thành và Bình Công cũ), Thạnh Nhựt, Thạnh Trị (Vĩnh Thạnh vã Vĩnh Trị cũ), Vĩnh Bình (Vĩnh Lợi và Bình Phú Tây cũ), Vĩnh Hựu, Vĩnh Viễn, Bình Luông Đông, Long Hưu, Phú Thạnh Đông, Tân Thới (cù lao Tào), Yên Luông (Yên Luông Đông và Yên Luông Tây cũ) |

Ngày 8 tháng 11 năm 1960, quận Châu Thành đổi tên thành quận Long Định, đồng thời dời quận lỵ từ xã Điều Hòa tới xã Long Định.
Ngày 9 tháng 8 năm 1961, tách đất quận Cái Bè lập quận mới Giáo Đức, quận lỵ tại xã An Hữu, gồm 2 tổng: Phong Phú với 5 xã; An Phú (mới lập) với 5 xã. Quận Cái Bè đổi tên thành quận Sùng Hiếu. Quận Cai Lậy đổi tên thành quận Khiêm Ích.
Ngày 20 tháng 12 năm 1963, chính quyền Việt Nam Cộng hòa ban hành Sắc lệnh về việc tái lập tỉnh Gò Công, tỉnh lỵ đặt tại Gò Công, gồm 2 quận: Châu Thành (đổi tên từ quận Gò Công) và Hòa Đồng với 4 tổng, 31 xã. Phần đất còn lại tương ứng với tỉnh Mỹ Tho trước năm 1956, tuy nhiên Việt Nam Cộng hòa vẫn giữ tên gọi tỉnh Định Tường cho vùng đất này đến năm 1975.
Ngày 23 tháng 5 năm 1964, chia quận Long Định thành 2 quận: Châu Thành và Long Định.
- Quận Châu Thành, quận lỵ tại xã Trung An, có 2 tổng: tổng Thuận Trị với 6 xã; tổng Thuận Hòa (mới lập) với 6 xã.
- Quận Long Định, quận lỵ dời về xã Vĩnh Kim, có 2 tổng: tổng Thuận Bình với 7 xã; tổng Lợi Trường với 7 xã.

Ngày 10 tháng 11 năm 1964, đổi lại tên quận Sùng Hiếu thành quận Cái Bè, quận Khiếm Ích thành quận Cai Lậy như cũ.
Sau năm 1965, các tổng giải thể, các xã trực thuộc các quận.
Ngày 24 tháng 3 năm 1969, chính quyền Việt Nam Cộng hòa đổi tên quận Long Định (tỉnh Định Tường) thành quận Sầm Giang.
Ngày 30 tháng 9 năm 1970, Thủ tướng Việt Nam Cộng hòa ban hành Sắc lệnh số 114/SL-NV về việc cải biến xã Điều Hòa thuộc quận Châu Thành thành thị xã Mỹ Tho – là thị xã tự trị trực thuộc chính quyền Trung ương Việt Nam Cộng hòa, đồng thời kiêm tỉnh lỵ tỉnh Định Tường. Từ đó cho đến năm 1975, thị xã Mỹ Tho, tỉnh Định Tường và tỉnh Gò Công là ba đơn vị hành chính cấp tỉnh ngang bằng nhau theo sự phân chia sắp xếp hành chính của Việt Nam Cộng hòa.
| Đơn vị hành chính tỉnh Định Tường năm 1970 | Đơn vị hành chính tỉnh Định Tường năm 1970 | Đơn vị hành chính tỉnh Định Tường năm 1970 | Đơn vị hành chính tỉnh Định Tường năm 1970 |
| STT                                        | Quận                                       | Xã |                                            |
| ------------------------------------------ | ------------------------------------------ | --- | ------------------------------------------ |
| 1                                          | Bến Tranh                                  | 15 xã: Hòa Tịnh, Lương Hòa Lạc, Mỹ Tịnh An, Phú Kiết, Phú Mỹ, Tân Bình Thạnh, Tân Hiệp, Tân Hòa Thành, Tân Hội Đông, Tân Hương, Tân Lý Đông, Tân Lý Tây, Thanh Bình, Thân Cửu Nghĩa, Trung Hòa                                       |                                            |
| 2                                          | Cái Bè                                     | 11 xã: Đông Hòa Hiệp, Hậu Mỹ, Hậu Thành, Hiệp Đức, Hòa Khánh, Hội Cư, Hội Sơn, Mỹ Thành, Mỹ Thiện, Phú An, Xuân Sơn |                                            |
| 3                                          | Cai Lậy                                    | 20 xã: Bình Phú, Cẩm Sơn, Long Khánh, Long Tiên, Long Trung, Mỹ Hạnh Đông, Mỹ Hạnh Trung, Mỹ Long, Mỹ Phước Tây, Ngũ Hiệp, Nhị Mỹ, Nhị Quý, Phú Nhuận Đông, Phú Quý, Tam Bình, Tân Bình, Tân Hội, Tân Phú Đông, Thạnh Hòa, Thạnh Phú |                                            |
| 4                                          | Châu Thành                                 | 11 xã: Bình Đức, Đạo Thạnh, Long An, Mỹ Phong, Phước Thạnh, Tam Hiệp, Tân Long, Tân Mỹ Chánh, Thạnh Phú, Thới Sơn, Trung An |                                            |
| 5                                          | Chợ Gạo                                    | 11 xã: An Thạnh Thủy, Bình Ninh, Bình Phan, Bình Phục Nhứt, Đăng Hưng Phước, Hòa Định, Long Bình Điền, Qươn Long, Song Bình, Tân Thuận Bình, Xuân Đông                                                                               |                                            |
| 6                                          | Giáo Đức                                   | 10 xã: An Hữu, An Thái Đông, An Thái Trung, Hòa Lộc, Hưng Thuận, Mỹ Đức Đông, Mỹ Đức Tây, Mỹ Lợi, Mỹ Lương, Thanh Hưng |                                            |
| 7                                          | Sầm Giang                                  | 14 xã: Bàn Long, Bình Trưng, Điềm Hy, Dưỡng Điềm, Đông Hòa, Hữu Đạo, Hưng Thạnh Mỹ, Kim Sơn, Long Định, Long Hưng, Nhị Bình, Phú Phong, Song Thuận, Vĩnh Kim                                                                         |                                            |

Ngày 12 tháng 7 năm 1974, lập quận mới Hậu Đức thuộc tỉnh Định Tường, quận lỵ tại Thiên Hộ, xã Hậu Mỹ trở thành một phần của quận Hậu Đức, do tách một phần đất của các quận Cái Bè, Giáo Đức, Cai Lậy cùng tỉnh Định Tường, quận Kiến Bình (tỉnh Kiến Tường) và của quận Mỹ An (tỉnh Kiến Phong). Các đơn vị hành chính của quận Hậu Mỹ chưa sắp xếp xong thì chính quyền Việt Nam Cộng hòa sụp đổ vào ngày 30 tháng 4 năm 1975.
Tuy nhiên chính quyền Mặt trận dân tộc giải phóng miền Nam Việt Nam (sau này là Chính phủ Cách mạng lâm thời Cộng hòa Miền Nam Việt Nam) và Việt Nam Dân chủ Cộng hòa không công nhận tỉnh Định Tường và vẫn giữ tên cũ là tỉnh Mỹ Tho.
Ngày 20 tháng 9 năm 1975, Bộ Chính trị ban hành Nghị quyết số 245-NQ/TW về việc hợp nhất tỉnh Gò Công, tỉnh Mỹ Tho và thành phố Mỹ Tho thành một tỉnh mới.
Ngày 24 tháng 2 năm 1976, Chính phủ Cách mạng lâm thời Cộng hòa miền Nam Việt Nam ban hành Nghị định số 3/NQ/1976 về việc hợp nhất tỉnh Gò Công, tỉnh Mỹ Tho và thành phố Mỹ Tho thành tỉnh Tiền Giang.